# دیجو
دیجو (به لاتین: Dico) یک منطقه مسکونی در جمهوری آذربایجان است که در شهرستان لریک واقع شده است. دیجو ۲۸۰ نفر جمعیت دارد.

## ریشه واژه
دی در زبان تالشی به‌معنی ده یا روستا است و جو به‌معنی جا، جای، جایگاه یا مکان و روستا است و دیجو یا دیجا یعنی جایگاه روستا.